# The Night Agent
The Night Agent is een Amerikaanse dramaserie, ontwikkeld door Shawn Ryan en gebaseerd op de gelijknamige roman van Matthew Quirk. Gabriel Basso nam de titelrol van Night Agent op zich. De serie ging in première op Netflix op 23 maart 2023 en kwam naar voren als de op twee na meest bekeken debuterende serie op Netflix in de eerste vier dagen, en binnen een week werd deze verlengd voor een tweede seizoen. Het tweede seizoen is vanaf 23 januari 2025 te zien op Netflix.

## Verhaal
In de Verenigde Staten werkt een laaggeplaatste FBI-agent, Peter Sutherland, 's nachts in de kelder van het Witte Huis met een telefoon die nooit overgaat en alleen overgaat als agenten hem bellen om een ernstige bedreiging voor de nationale veiligheid te melden, aangezien ze ernstig worden aangetast door geïnfiltreerde agenten.
Op een nacht gaat de telefoon en na ontvangst neemt hij contact op met een jonge vrouw genaamd Rose Larkin. Als zoiets gebeurt, ontdekken ze allebei een samenzwering die hem naar het Witte Huis brengt en waar ze niemand kunnen vertrouwen. Ze moeten het ontdekken als ze hun leven willen redden van huurmoordenaars die achter hen aan zitten en die altijd lijken te weten waar ze zijn.

## Rolverdeling
| Acteur               | Personage               |
| Hoofdrol             | Hoofdrol                |
| -------------------- | ----------------------- |
| Gabriel Basso        | Peter Sutherland        |
| Luciane Buchanan     | Rose Larkin             |
| Fola Evans-Akingbola | Chelsea Arrington       |
| Sarah Desjardins     | Maddie Redfield         |
| Eve Harlow           | Ellen                   |
| Phoenix Raei         | Dale                    |
| Enrique Murciano     | Ben Almora              |
| D.B. Woodside        | Erik Monks              |
| Hong Chau            | Diane Farr              |
| Terugkerende rol     |                         |
| Andre Anthony        | Matteo / Colin          |
| Christopher Shyer    | Vice President Redfield |
| Toby Levins          | Briggs                  |
| Ben Cotton           | Wick                    |
| Kari Matchett        | President Travers       |

## Afleveringen
| Afl. | Titel               | Regisseur         | Schrijver                 | Vrijgegeven   |
| ---- | ------------------- | ----------------- | ------------------------- | ------------- |
| 1    | "The Call"          | Seth Gordon       | Teleplay door: Shawn Ryan | 23 maart 2023 |
| 2    | "Redial"            | Seth Gordon       | Shawn Ryan                | 23 maart 2023 |
| 3    | "The Zookeeper"     | Guy Ferland       | Munis Rashid & Shawn Ryan | 23 maart 2023 |
| 4    | "Eyes Only"         | Ramaa Mosley      | Seth Fisher               | 23 maart 2023 |
| 5    | "The Marionette"    | Guy Ferland       | Corey Deshon              | 23 maart 2023 |
| 6    | "Fathoms"           | Ramaa Mosley      | Imogen Browder            | 23 maart 2023 |
| 7    | "Best Served Cold"  | Adam Arkin        | Tiffany Shaw Ho           | 23 maart 2023 |
| 8    | "Redux"             | Adam Arkin        | Rachel Wolf               | 23 maart 2023 |
| 9    | "The Devil We Know" | Millicent Shelton | Munis Rashid              | 23 maart 2023 |
| 10   | "Fathers"           | Millicent Shelton | Seth Fisher               | 23 maart 2023 |